# Ильдибаевское (сельское поселение)
Ильдибаевское — упразднённое муниципальное образование со статусом сельского поселения в Киясовском районе Удмуртии Российской Федерации.
Административный центр — село Ильдибаево.
Законом Удмуртской Республики от 29.04.2021 № 36-РЗ упразднено в связи с преобразованием муниципального района в муниципальный округ.

## История
Статус и границы сельского поселения установлены Законом Удмуртской Республики от 17 декабря 2004 года № 86-РЗ «Об установлении границ муниципальных образований и наделении соответствующим статусом муниципальных образований на территории Киясовского района Удмуртской Республики»

## Население
| 2010 | 2012 | 2013 | 2014 | 2015 | 2016 | 2017 |
| ---- | ---- | ---- | ---- | ---- | ---- | ---- |
| 527  | ↘521 | ↘501 | ↘465 | ↘453 | ↗458 | ↘442 |
| 2018 | 2019 | 2020 |      |      |      |      |
| ↘429 | ↘397 | ↘393 |      |      |      |      |

## Состав сельского поселения
| № | Населённый пункт | Тип населённого пункта       | Население |
| - | ---------------- | ---------------------------- | --------- |
| 1 | Ильдибаево       | село, административный центр | ↘350      |
| 2 | Малое Киясово    | деревня                      | ↘17       |
| 3 | Михайловск       | посёлок                      | ↘7        |
| 4 | Сутягино         | деревня                      | →12       |
| 5 | Чувашайка        | деревня                      | →135      |